# John Doyle (musicien)
Pour les articles homonymes, voir Doyle et John Doyle.
John Doyle, né en 1971 à Dublin (Irlande), est un musicien et compositeur irlandais. Il est durant quatre ans le guitariste du groupe américano/irlandais Solas. Il mène à présent une active carrière de soliste. Il est l'auteur de nombreuses chansons dans le style traditionnel, et il a collaboré avec Kate Rusby, Susan McKeown (en), Karan Casey et Heidi Talbot (en).

## Biographie
John Doyle vient au monde en 1971 à Dublin, dans une famille de musiciens et de chanteurs traditionnels. Son père, Seán, est également un chanteur remarquable, et un collecteur de mélodies. C'est son grand-père, Tommy Doyle, originaire du comté de Sligo, qui lui apprend ses premiers airs instrumentaux.
John Doyle atteint un niveau professionnel à la guitare à l'âge de seize ans et s'installe bientôt à New York. Il effectue sa première percée dans le monde musical professionnel avec le groupe Solas (qui signifie lumière en gaélique irlandais), qu'il fonde, en 1994, avec la fiddler Winifred Horan (en) (Cherish the Ladies), l'accordéoniste John Williams, le multi-instrumentiste Séamus Egan (banjo, flûtes, pipes) et la chanteuse Karan Casey.
L'artiste a également à son crédit plusieurs albums en collaboration, dont Distant Future avec Heidi Talbot, Lake Effect avec Liz Carroll, et The Light and the Half Light avec son père Seán Doyle.
John Doyle, guitariste gaucher, possède un style très rythmé. Il utilise des accordages variés, mais il est connu pour son utilisation de l'accordage en DADGBE (ré, la, ré, sol, si, mi).
Il est également un producteur accompli, qui a travaillé pour Liz Carroll et Heidi Talbot.
Au cours de sa carrière, il s'est produit sur scène et en studio avec Frank McCourt, Linda Thompson, Kate Rusby, Mick Moloney (en), Brian Conway, Joannie Madden, James Keane, Karan Casey et Cathie Ryan.

## Discographie
Albums solo
- Evening Comes Early (2001) ;
- Wayward Son (2005).

Avec Tim O'Brien
- Tim O’Brien, “Traveler”, Sugar Hill, 2003
- Tim O’Brien - “Fiddler’s Green”,Howdy Skies Music, 2005
- Tim O’Brien - “Cornbread Nation”, Howdy Skies Music, 2005

Avec Solas
- Solas (1996) ;
- Sunny Spells and Scattered Showers (1997) ;
- The Words That Remain (1998);
- The Hour Before Dawn (2000) ;

Avec Eileen Ivers
- Eileen Ivers (1991) ;
- Wild Blue (1994) ;
- Crossing the Bridge (1997) ;
- Emigrant Soul (2003) ;
- Exiles Return (2010).

Avec Karan Casey
- Songlines (1995) ;
- The Winds Begin to Sing (2001).

Avec Liz Carroll
- Lost in the Loop (1999) ;
- Lake Effect (2002) ;
- In Play (2005) ;
- Double Play (2009).

Avec Kate Rusby
- Little Lights (2002) ;
- 10 (2002).

Participations
- The Soul of Christmas: A Celtic Music Celebration, de Thomas Moore ;
- Dancing in the Parlour, de Stephen Wade (1993) ;
- When Juniper Sleeps”, de Séamus Egan (1993) ;
- Three Way Street, de Mick Moloney, avec Séamus Egan et Eugene O’Donnell (1993) ;
- Songs of the Irish Whistle, de Joannie Madden (1994) ;
- Songs of the Irish Whistle, de Joe McKenna (2000) ;
- That’s the Spirit, de James Keane ;
- Long Expectant Comes at Last, de Cathal McConnell (2000) ;
- Memory Theatre, de James Leva (2001) ;
- Steam, de John Williams (2002) ;
- Far From the Shamrock Shore, de Mick Moloney (2002) ;
- Callan Bridge, de Niall et Cillian Vallely (2002) ;
- First Through the Gate, de Brian Conway (2002) ;
- Somewhere Along the Road, de Cathie Ryan (2002) ;
- Fashionably Late, de Linda Thompson (2002) ;
- Goodnight Ginger, de John McCusker (2002) ;
- Waiting for a Call, de Tommy Peoples (2003) ;
- The Light and the Half-Light, avec Seán Doyle (2004) ;
- Distant Future, de Heidi Talbot (2004) ;
- mar a tha mo chridhe, de Julie Fowlis (2004) ;
- Stolen Moments, de Alison Brown (2005) ;
- The Farthest Wave, de Cathie Ryan (2005) ;
- Irish Guitar Masters CD (2005).